# Juillet 1907

## Événements
- 1er juillet : première unité aérienne mise au point sur l’initiative des frères Wright.

- 2 juillet : deuxième édition du Grand Prix de France à Dieppe. Le pilote italien Felice Nazzaro s'impose sur une Fiat.

- 5 juillet : dernier vol du « Traian Vuia N°2 » qui s'écrase. Traian Vuia est légèrement blessé.

- 13 juillet, France : loi du libre salaire de la femme[1] qui autorise les femmes à disposer elles-mêmes de leur salaire.
- 23 juillet : inauguration officielle du port de Zeebruges (Flandre)

- 25 juillet : protectorat japonais sur la Corée.

- 29 juillet (Royaume-Uni) : premier camp de boy scouts créé par sir Robert Baden-Powell.

## Naissances
- 2 juillet :
  - Louis Rebour, capitaine au long cours, compagnon de la Libération († 21 février 1941).
  - Jean-Charles Snoy et d'Oppuers, homme politique belge († 17 mai 1991).
- 6 juillet :
  - George Stanley, designer du drapeau canadien († 13 septembre 2002).
  - Frida Kahlo, artiste peintre († 13 juillet 1954).
- 7 juillet :
  - Robert A. Heinlein, écrivain américain de science-fiction († 8 mai 1988).
  - Maurice Déribéré, ingénieur français spécialisé dans les couleurs († 10 juin 1997).
  - Altiero Spinelli, homme politique italien († 23 mai 1986)
- 16 juillet : Barbara Stanwyck, actrice américaine († 20 janvier 1990).
- 21 juillet : Louis Théodore Kleinmann officier français spécialiste du renseignement († 14 juillet 1979).
- 24 juillet : Vitaliano Brancati, écrivain italien († 25 septembre 1954).

## Décès
- 16 juillet : Eugène Poubelle, préfet parisien (° 1831).